# Sydney Freeland
Sydney Freeland (Gallup, 10 ottobre 1980) è una regista e sceneggiatrice statunitense nativo americana (Navajo). Ha scritto e diretto il cortometraggio Hoverboard (2012) e il film Drunktown's Finest (2014), che ha ottenuto numerosi consensi dopo la prima al Sundance Film Festival. Il suo secondo film, Deidra e Laney rapinano un treno (Deidra e Laney Rob a Train), ha debuttato al Sundance ed è uscito su Netflix nel 2017.

## Biografia
Freeland è nata a Gallup, New Mexico, Stati Uniti, nel 1980 da padre Navajo e madre scozzese, ed è cresciuta in una riserva Navajo. Freeland ha frequentato l'Academy of Art University di San Francisco. È una borsista Fulbright del 2004, concentrando la sua borsa di studio su uno studio sul campo delle popolazioni indigene in Ecuador. Ha un Master of Fine Arts in cinema e un Bachelor of Fine Arts in animazione al computer. Freeland è una borsa di studio Disney del 2007 e una semifinalista della Disney Fellowship del 2008. Freeland è anche membro del Native Lab del Sundance Institute del 2009.

## Carriera
Prima di realizzare il suo primo lungometraggio, Drunktown's Finest, Freeland ha precedentemente lavorato come assistente di produzione, come sceneggiatrice e come stagista. Freeland ha lavorato per un certo numero di diverse società di media, tra cui The Food Network, Walt Disney, Comedy Central e National Geographic. Freeland ha diretto un corto di sei minuti, Hoverboard, utilizzando Kickstarter per aiutare a finanziare il corto. Il film è stato ispirato da Ritorno al futuro - Parte II (Back to the Future: Part II). 
Drunktown's Finest è la sua seconda avventura nel cinema. Il film di 95 minuti è una storia di formazione sulle complesse questioni che circondano l'identità e le lotte affrontate dai nativi americani. Il nome del film è ispirato da un controverso segmento 20/20 su ABC News, che ha marchiato la città di Gallup, New Mexico come "Drunk Town, USA", dopo l'aumento dei casi di alcolismo al confine della Nazione Navajo. Freeland ha scritto e diretto Drunktown's Finest come un modo per combattere gli stereotipi negativi della sua comunità natale.
Freeland, che è lei stessa una donna transgender, ha anche diretto una serie digitale sulle donne queer e trans chiamata Her Story. La serie è stata nominata per la nuova categoria Emmy Award di Outstanding Short Form Comedy or Drama.
Nel 2014 Freeland è stata nominata United States Artists (USA) Fellow.
Il 19 marzo 2022, Freeland si è unita come regista per la prossima serie di supereroi in streaming Echo per Disney+. Nel 2022, è stata inclusa nella lista Fast Company Queer 50.

## Filmografia

### Regista

#### Cinema
- Drunktown's Finest (2014)
- Deidra e Laney rapinano un treno (2017)

#### Cortometraggi
- The Migration (2008)
- Hoverboard (2012)

#### Televisione
- Grey's Anatomy – serie TV, 2 episodi (2018-2019)
- Heathers – serie TV, (2018)
- Station 19 − serie TV (2019)
- Chambers – serie TV, 1 episodio (2019)
- Tales of the City – miniserie TV, 1 episodio (2019)
- Fear the Walking Dead – serie TV, 1 episodio (2019)
- Impulse - serie TV, 1 episodio (2019)

- Emergence – serie TV, 1 episodio (2019)
- Nancy Drew – serie TV, 1 episodio (2020)
- The Wilds – serie TV, 1 episodio (2020)
- Rutherford Falls - Amici per la vita (Rutherford Falls) – serie TV, 4 episodi (2021)
- Reservation Dogs – serie TV, 2 episodi (2021)
- Star Trek: Strange New Worlds - serie TV, 1 episodio (2022)
- Echo – serie TV, 5 episodi (2024)

### Sceneggiatrice

#### Cinema
- Drunktown's Finest (2014)